# Material de escritura
Para crear un escrito en cualquier época de la historia han concurrido al menos tres tipos de materiales de escritura: 
- lámina o superficie sobre la que se escribe.
- plumas o estiletes, con los que se trazan los signos y figuras.
- tintas o colores que se aplican a la superficie.

## Superficies
Los materiales más usados o comunes en la historia entre las superficies de escritura son:
- la piedra, que ha servido de forma regular desde que se inventó la escritura;
- el barro cocido, que fue la principal y clásica materia de escritura de las civilizaciones caldea y asiria;
- láminas metálicas de plomo y de bronce y especialmente las de este último que tuvieron gran relieve en la civilización romana;
- hojas y cortezas de árboles, que varios pueblos de la antigüedad aprovecharon, a falta de otros elementos manuales
- tablitas de madera encerada o blanqueada (álbum) que estuvieron muy en boga entre griegos y latinos y continuaron usándose durante toda la Edad Media;
- el papiro, formado por tiras (llamadas philyrae por los romanos) de la médula fibrosa (biblos) del arbusto palustre papyrus pegadas en sentido longitudinal y transversal , luego prensadas y encoladas con engrudo que desde unos 3000 años a. C. constituyó el obligado material de los volúmenes egipcios y cuyo uso se extendió a Europa desde el siglo VI a. C. continuando más o menos hasta el siglo XI de la era cristiana;
- el lienzo, usado a menudo por los egipcios, sobre todo, en inscripciones sobre momias;
- las pieles y, sobre todo, el pergamino que es una piel adelgazada, material de que se sirvieron griegos y romanos y que fue la preferida en los códices medievales;
- la vitela, especie de pergamino más delicado, hecho de piel de ternera (en latín, vitella);
- el papel, fabricado con pasta de algodón, lino o cáñamo e incluso de madera (ésta desde mediados del siglo XIX) de procedencia oriental, conocido en Europa desde el siglo XIII de nuestra era y generalizado en su uso desde mediados del siglo XIII.

Cualquiera que fuera el material de las láminas destinadas a la escritura, no solía utilizarse en la antigüedad sino una de las caras y si alguna vez se aprovechaban las dos, se llamaba la hoja o lámina opistógrafa.

## Instrumentos que se utilizaban para escribir
A este género pertenecen:
- para la escritura en seco:
  - cinceles
  - buriles
  - estilos. Se dio el nombre de estilo a un punzón de marfil o de hueso con el cual se escribía rayando en tablitas enceradas y para borrar lo escrito se aplicaba con fuerza el otro extremo del punzón que terminaba en una bolita o cucharilla. El estilo metálico, generalmente de bronce, se conocía con el nombre graphium.
- para la escritura con tinta:
  - El cálamo. Con precedentes en el Antiguo Egipto. Los occidentales se servían para escribir sobre pergamino de una especie de caña vegetal (cálamus) semejante a las plumas de acero.
  - las plumas de ave. La pluma de oca estuvo muy en uso para la escritura de los papiros de Egipto y parece ser que en Europa no llegó a conocerse o emplearse hasta el siglo VI haciéndose muy común desde entonces.
  - la pluma metálica.
  - a partir del siglo XX, el bolígrafo consistente en una carcasa con un depósito de tinta que se aplica por medio de una bola giratoria.

## Tintas
Las tintas más comunes en los pueblos antiguos y en la Edad Media fueron:
- la negra, formada con negro de humo y goma (tres partes de lo primero y una de lo segundo) disueltos en agua o en vinagre para hacerla indeleble. La tinta negra formada con infusión de agallas y sulfato de hierro (vitriolo verde) se conoció dos siglos antes de la era cristiana pero rara vez debió estar en uso hasta finales del siglo XII proliferando en adelante sin competencia.
- la roja. Estaba formada con minio, bermellón o púrpura. La tinta roja solía emplearse en títulos o encabezamientos de capítulos y en advertencias y de aquí provino el nombre de rúbricas.

También se emplearon la tintas azules y verdes compuestas con diferentes sustancias minerales o vegetales y las de oro y plata que se hacían con polvos de estos metales ligados con alguna sustancia glutinosa. Desde el siglo XI se aplicó oro en láminas muy delgadas para letras ornamentales y para otras decoraciones en los códices de lujo. El lápiz o plombagina se usa desde el siglo XI y se populariza en el siglo XIII.